# De gladiatoren van Marsia
De gladiatoren van Marsia is het twaalfde album uit de stripreeks Jugurtha van de Belgische tekenaar Franz Drappier en schrijver Jean-Luc Vernal. Het album werd in 1984 voor het eerst in het Nederlandse taalgebied uitgebracht. 

## Verhaal
In het hart van Zwart Afrika, in de buurt van de bronnen van de Nijl, ligt een Romeinse stad verscholen. De stad is gesticht door legioensoldaten en hun commandant Marsia regeert er als een dictator. Hij is een tiran die zich alleen bezig houdt met gladiatorengevechten, het schilderen van wanddecoraties en het folteren van slaven. Met Jugurtha en Vania die in zijn handen vallen heeft hij een wreed plan in gedachten. Zijn achterban daarentegen kreegt steeds meer moeite met zijn uitspattingen.